# Clement Calhoun Young
Clement Calhoun "C.C." Young, född 28 april 1869 i Lisbon, New Hampshire, död 24 december 1947 i Berkeley, Kalifornien, var en amerikansk republikansk politiker.
Han var ledamot av California State Assembly, underhuset i delstaten Kaliforniens lagstiftande församling, 1909-1919 (talman 1913-1918). Han var viceguvernör i Kalifornien 1919-1927 och guvernör 1927-1931.
Youngs grav finns på Sunset View Cemetery i staden El Cerrito i Contra Costa County.